# The Gilded Age (serie televisiva)
The Gilded Age è una serie televisiva statunitense creata da Julian Fellowes e ambientata durante la Gilded Age degli Stati Uniti, nel decennio degli anni '80 del 1800 a New York. Originariamente annunciata nel 2018 per NBC, nel maggio 2019 è stato comunicato il suo trasferimento su HBO. La serie ha debuttato il 24 gennaio 2022.

## Trama
La trama ruota attorno a Marian Brook, figlia orfana di un generale nordista che va a vivere dalle zie a New York. Accompagnata dalla misteriosa Peggy Scott, una segretaria afro-americana, la ragazza rimane coinvolta nelle allettanti vite della ricca famiglia che vive nella casa accanto alla sua, composta dal magnate delle ferrovie George Russell, dal figlio Larry e dall'ambiziosa moglie Bertha.

## Episodi
| Stagione         | Episodi | Prima TV USA | Prima TV Italia |
| ---------------- | ------- | ------------ | --------------- |
| Prima stagione   | 9       | 2022         | 2022            |
| Seconda stagione | 8       | 2023         | 2023            |
| Terza stagione   | 8       | 2025         | 2025            |

## Personaggi e interpreti

### Principali
- Bertha Russell, nata O'Brien (stagione 1-in corso), interpretata da Carrie Coon, doppiata da Eleonora De Angelis.
Moglie di George, determinata ad utilizzare il suo denaro e la sua posizione per irrompere nell'alta società newyorchese.
- George Russell (stagione 1-in corso), interpretato da Morgan Spector, doppiato da Gianfranco Miranda.
Marito di Bertha, industriale e classico robber baron che rappresenta la "nuova ricchezza".
- Marian Brook (stagione 1-in corso), interpretata da Louisa Jacobson, doppiata da Gaia Bolognesi (stagione 1) e da Elena Perino (stagione 2-in corso).
Giovane gentildonna, dopo la morte del padre è costretta a vivere con le sue zie Ada e Agnes a New York.
- Peggy Scott (stagione 1-in corso), interpretata da Denée Benton, doppiata da Letizia Ciampa.
Giovane ambiziosa scrittrice afroamericana che ritorna a New York e trova lavoro come segretaria di Agnes.
- Gladys Vere, duchessa di Buckingham, nata Russell (stagione 1-in corso), interpretata da Taissa Farmiga, doppiata da Sara Labidi.
Figlia minore dei Russell, innocente e ingenua.
- Larry Russell (stagione 1-in corso), interpretato da Harry Richardson, doppiato da Emanuele Ruzza.
Neolaureato all’Università di Harvard, impaziente di trovare la sua strada nel mondo.
- Oscar van Rhijn (stagione 1-in corso), interpretato da Blake Ritson, doppiato da Emiliano Coltorti.
Figlio sagace e carismatico di Agnes che intrattiene una relazione segreta con John Adams.
- Tom Raikes (stagione 1), interpretato da Thomas Cocquerel, doppiato da Gabriele Lopez.
Giovane avvocato assennato, che si innamora di Marian, la figlia orfana della sua ultima cliente.
- Bannister (stagione 1-in corso), interpretato da Simon Jones, doppiato da Carlo Valli.
Maggiordomo dei Van Rhijns.
- Church (stagione 1-in corso), interpretato da Jack Gilpin, doppiato da Nicola Braile.
Maggiordomo della famiglia Russell, che sfugge al suo passato eccellendo nel lavoro.
- Ada Forte nata Brook (stagione 1-in corso), interpretata da Cynthia Nixon, doppiata da Valeria Perilli.
Sorella di Agnes e dipendente dalla sua beneficenza.
- Agnes van Rhijn nata Brook (stagione 1-in corso), interpretata da Christine Baranski, doppiata da Barbara Castracane.
Fiera e ostinata ereditiera vedova di van Rhijn, aggrappata ai vecchi valori della élite di New York, a capo della casa dei Brook.
- Aurora Fane (stagione 2-in corso, ricorrente stagione 1), interpretata da Kelli O'Hara, doppiata da Alessandra Korompay.
Nipote di Agnes per matrimonio che aiuta Marian e Bertha ad inserirsi in società.
- Watson Collyer (stagione 2, ricorrente stagione 1), interpretato da Michael Cerveris, doppiato da Roberto Certomà.
Valletto di George Russell.
- Armstrong (stagione 2-in corso, ricorrente stagione 1), interpretata da Debra Monk, doppiata da Angiola Baggi.
Cameriera personale di Agnes.
- Caroline Schermerhorn Astor, "Mrs. Astor", interpretata da Donna Murphy (stagione 2-in corso, ricorrente stagione 1), doppiata da Antonella Giannini.
Influente socialite americana, a capo di un gruppo elitario della società di New York conosciuto come i "Quattrocento".
- Signora Bauer (stagione 2-in corso, ricorrente stagione 1), interpretata da Kristine Nielsen, doppiata da Giovanna Martinuzzi.
Cuoca dei Van Rhijn, immigrata tedesca da Hannover che prende Bridget sotto la sua ala.
- Bridget (stagione 2-in corso, ricorrente stagione 1), interpretata da Taylor Richardson, doppiata da Elisa Angeli.
Domestica dei Van Rhijn, turbata da un passato violento.
- John "Jack" Trotter (stagione 2-in corso, ricorrente stagione 1), interpretato da Ben Ahlers, doppiato da Stefano Broccoletti.
Valletto di casa Van Rhijn.
- Enid Winterton nata Turner (stagione 2-in corso, ricorrente stagione 1), interpretata da Kelley Curran, doppiata da Eleonora Reti.
Ambiziosa cameriera personale americana di Bertha, che non intende essere una domestica per tutta la vita.
- Monsieur Baudin/Josh Borden (stagione 2-in corso, ricorrente stagione 1), interpretato da Douglas Sills, doppiato da Raffaele Palmieri.
Capocuoco americano dei Russell.
- Signora Bruce (stagione 2-in corso, ricorrente stagione 1), interpretata da Celia Keenan-Bolger, doppiata da Monica Bertolotti.
Nuova governante dei Russell.
- Timothy Thomas Fortune (stagioni 2-3, ricorrente stagione 1), interpretato da Sullivan Jones, doppiato da Raffaele Carpentieri.
Editore del settimanale New York Globe.
- Richard Clay (stagione 2-in corso, ricorrente stagione 1), interpretato da Patrick Page, doppiato da Davide Marzi.
Fedele segretario di George Russell.
- Adelheid Weber (stagione 2-in corso, ricorrente stagione 1), interpretata da Erin Wilhelmi, doppiata da Giulia Tarquini.
Cameriera personale di Gladys, originaria di Berlino.
- Arthur Scott (stagione 2-in corso, ricorrente stagione 1), interpretato da John Douglas Thompson, doppiato da Paolo Buglioni.
Padre di Peggy, ex schiavo e proprietario di una rinomata farmacia.
- Hector Vere, V duca di Buckingham (stagione 3, ricorrente stagione 2), interpretato da Ben Lamb.
Elegante nobiluomo britannico che Bertha sfrutta per le sue aspirazioni.

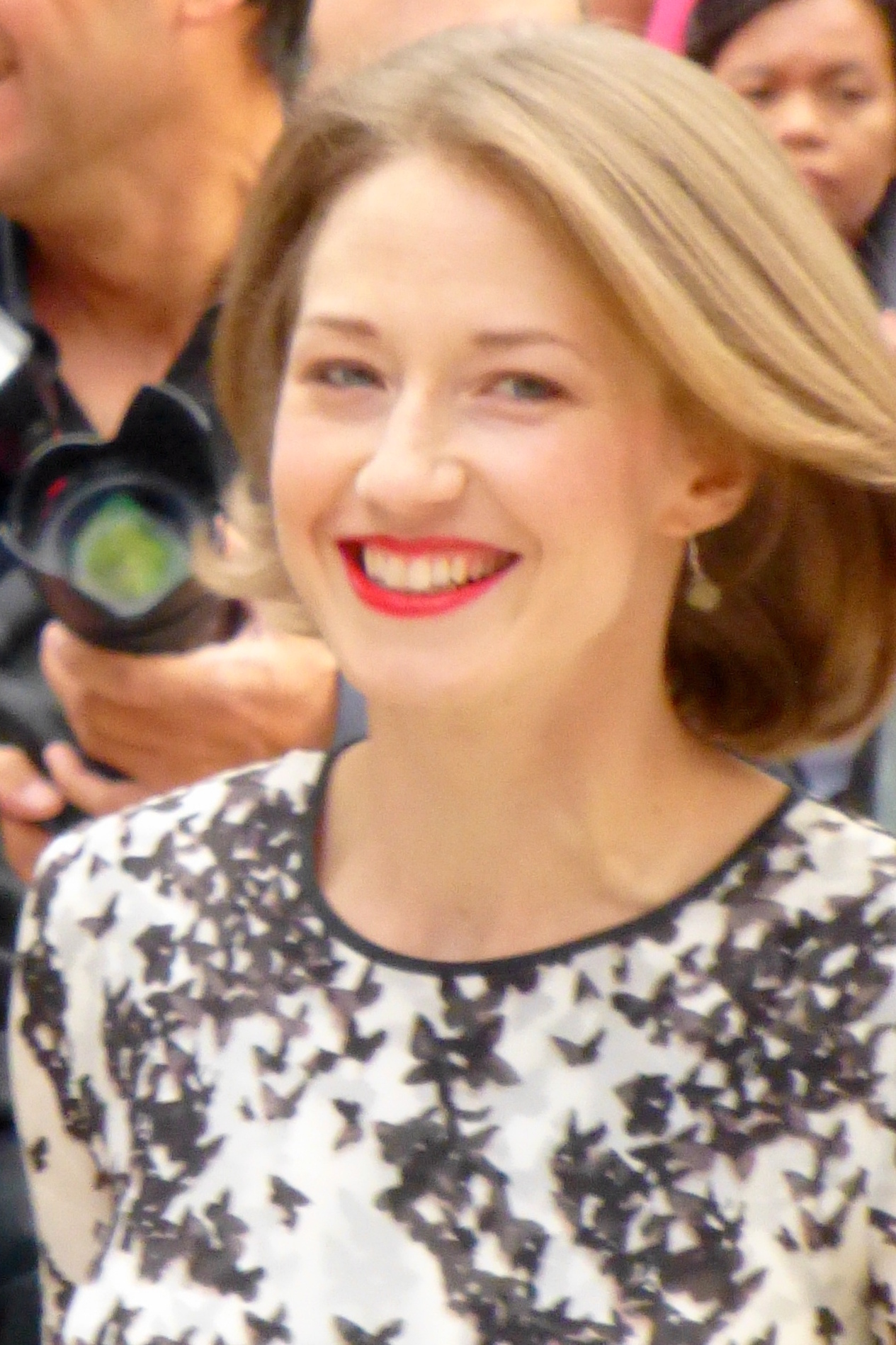
Carrie Coon
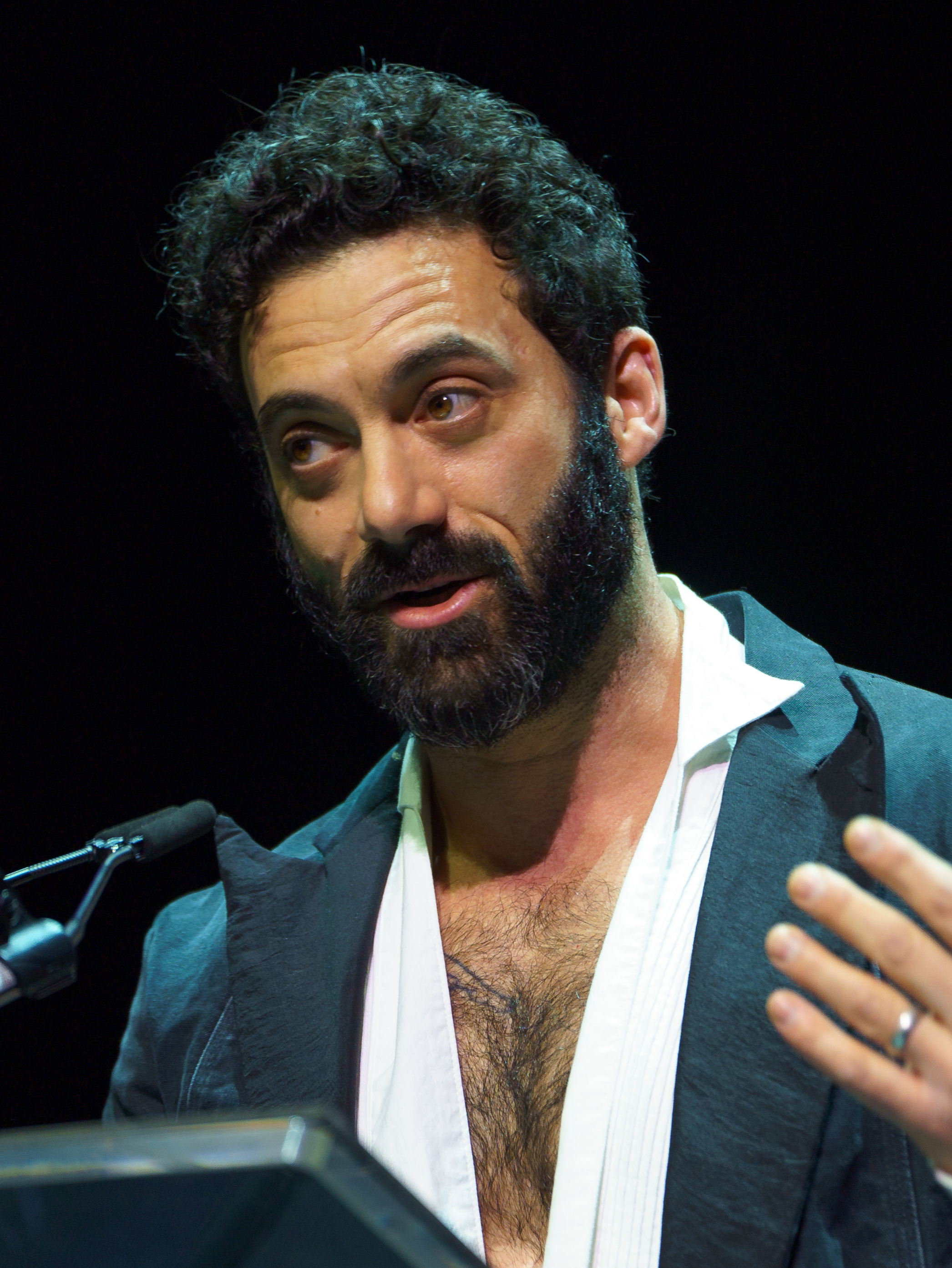
Morgan Spector
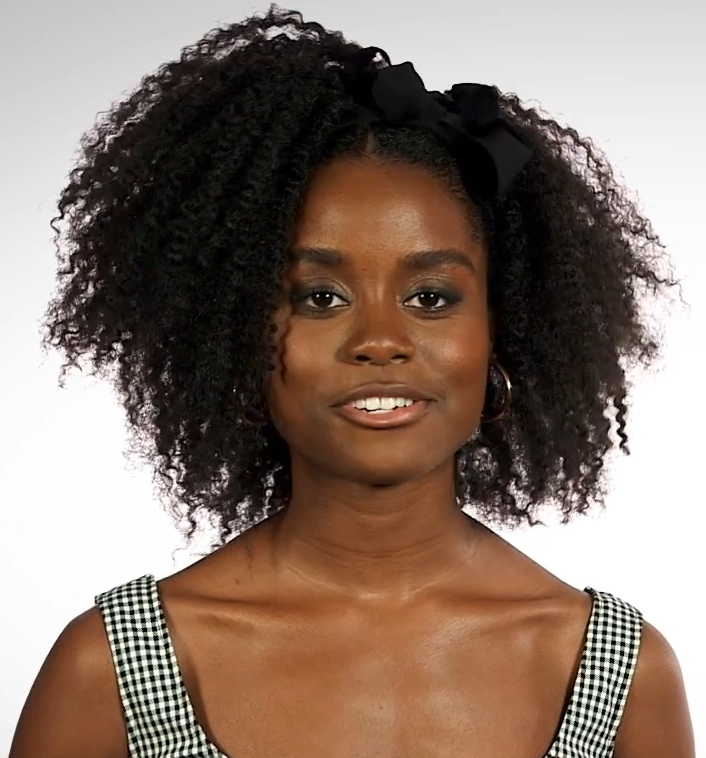
Denée Benton
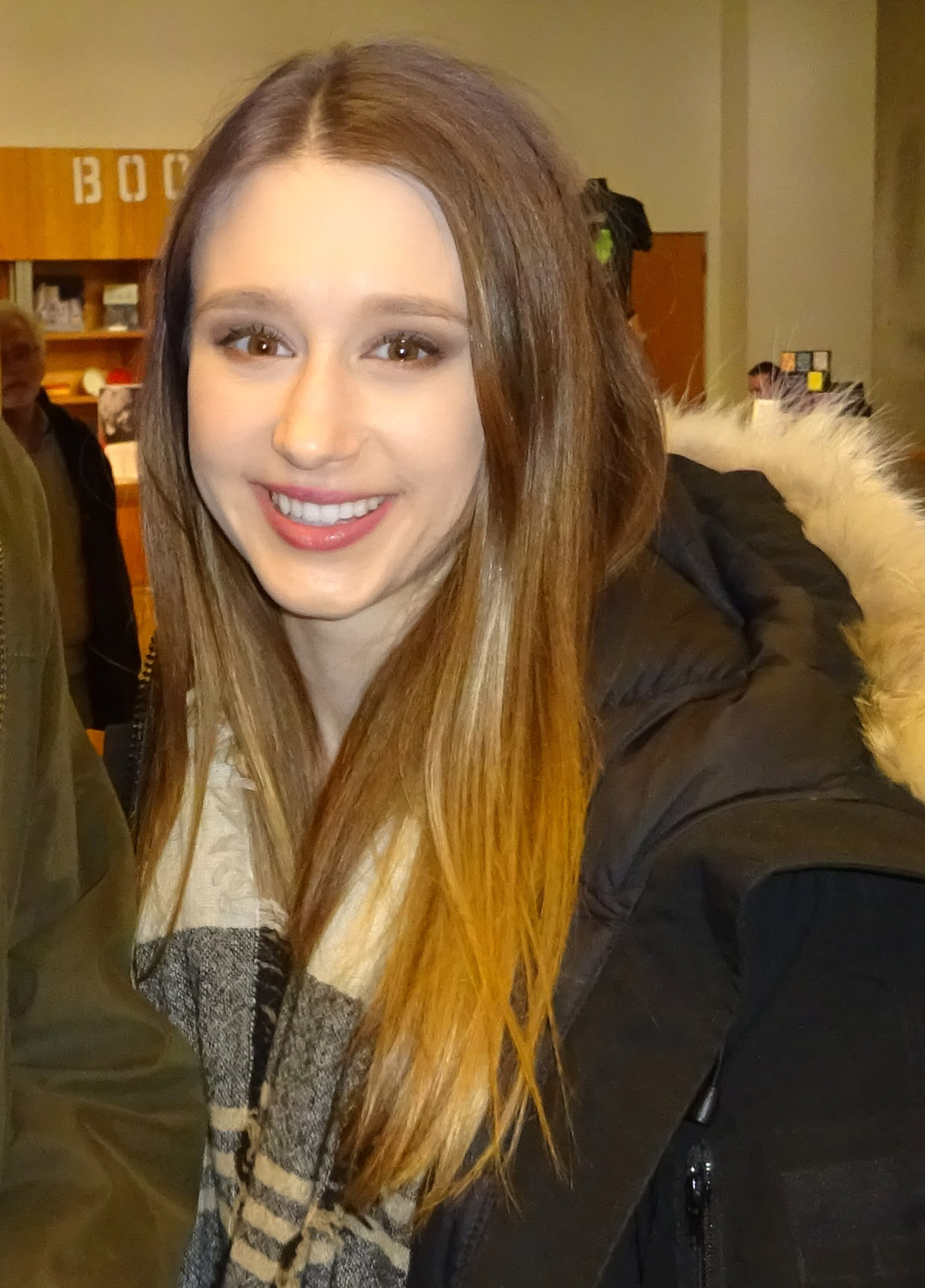
Taissa Farmiga
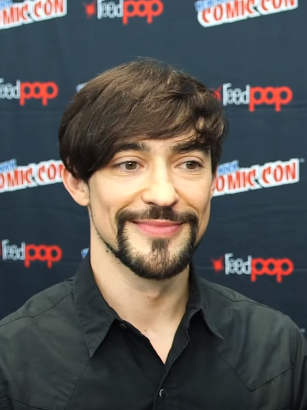
Blake Ritson
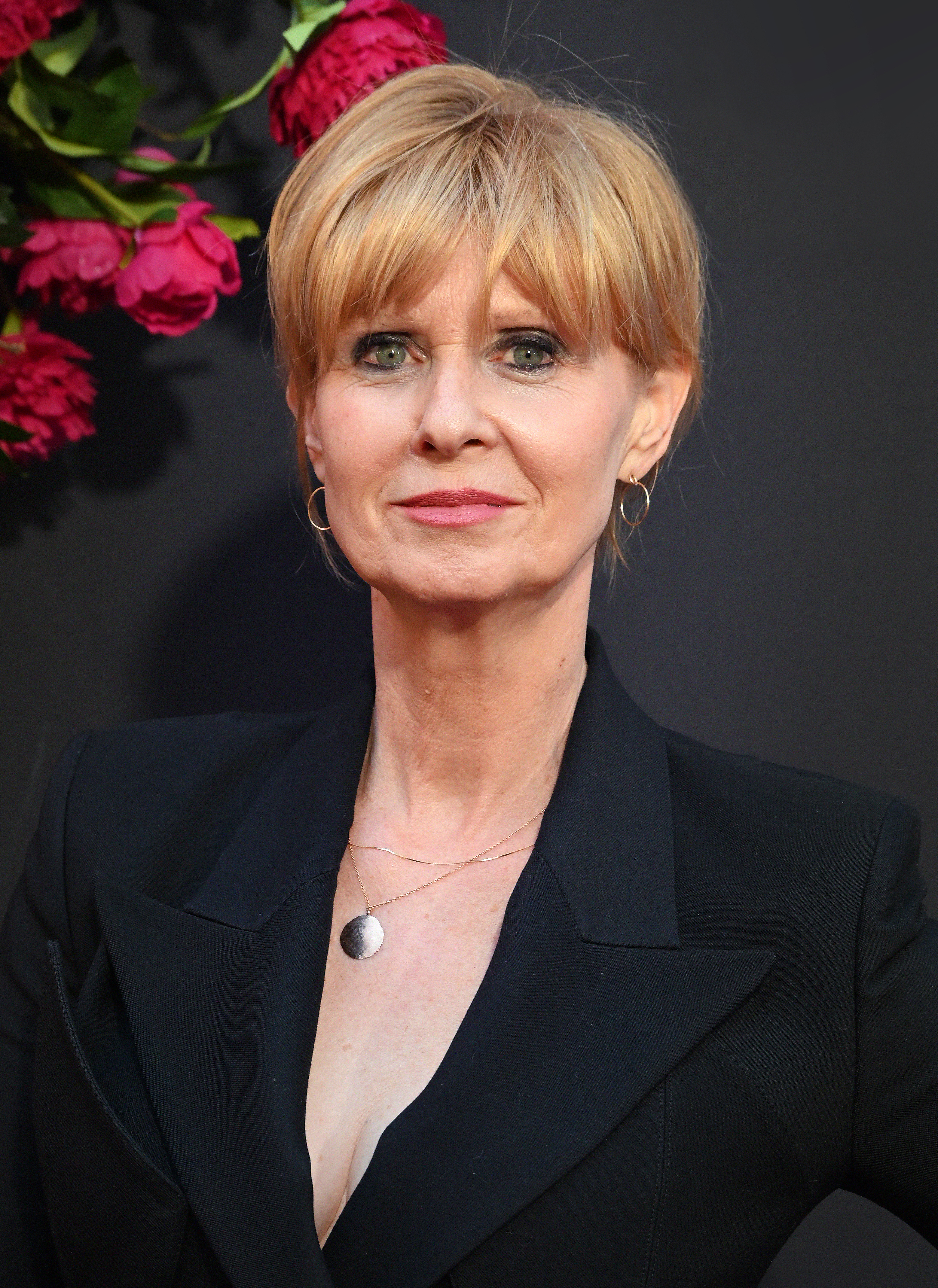
Cynthia Nixon
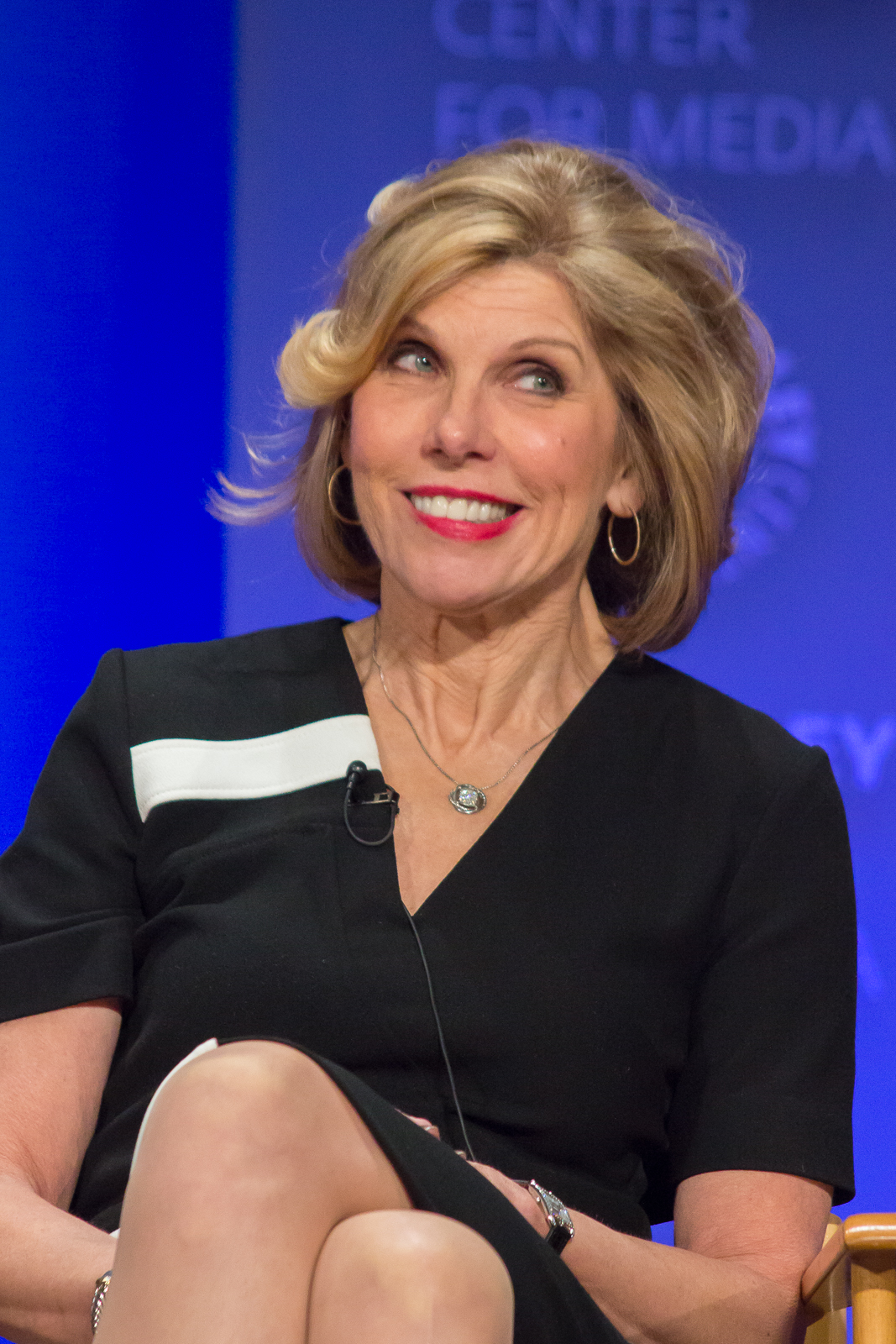
Christine Baranski
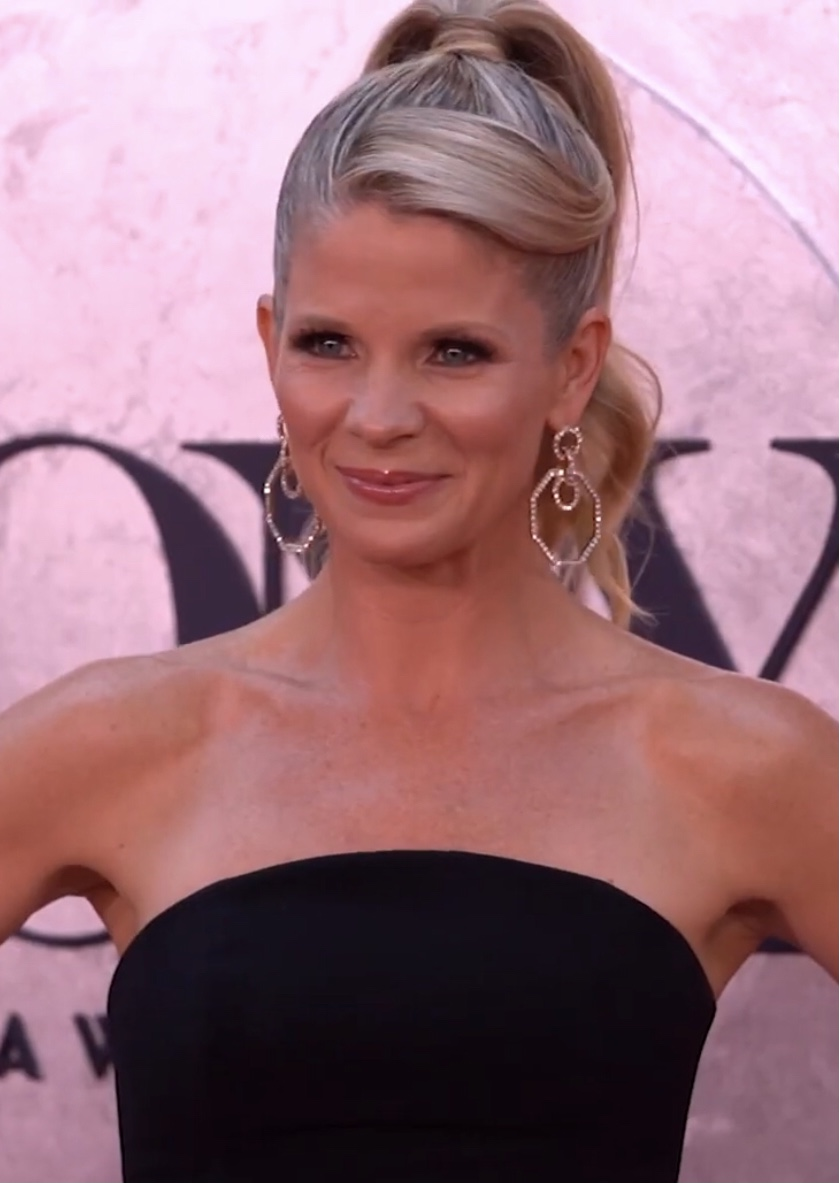
Kelli O'Hara
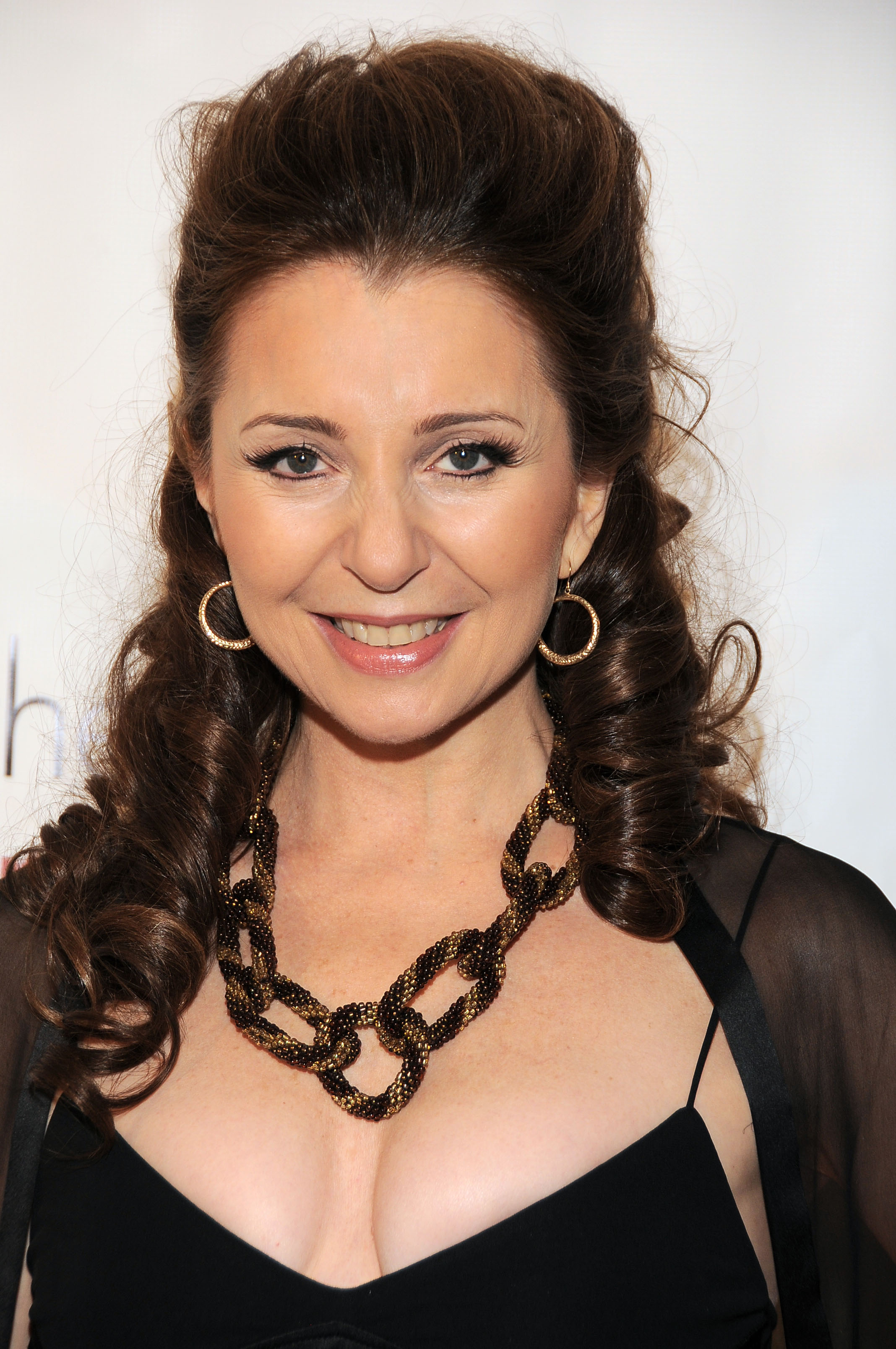
Donna Murphy
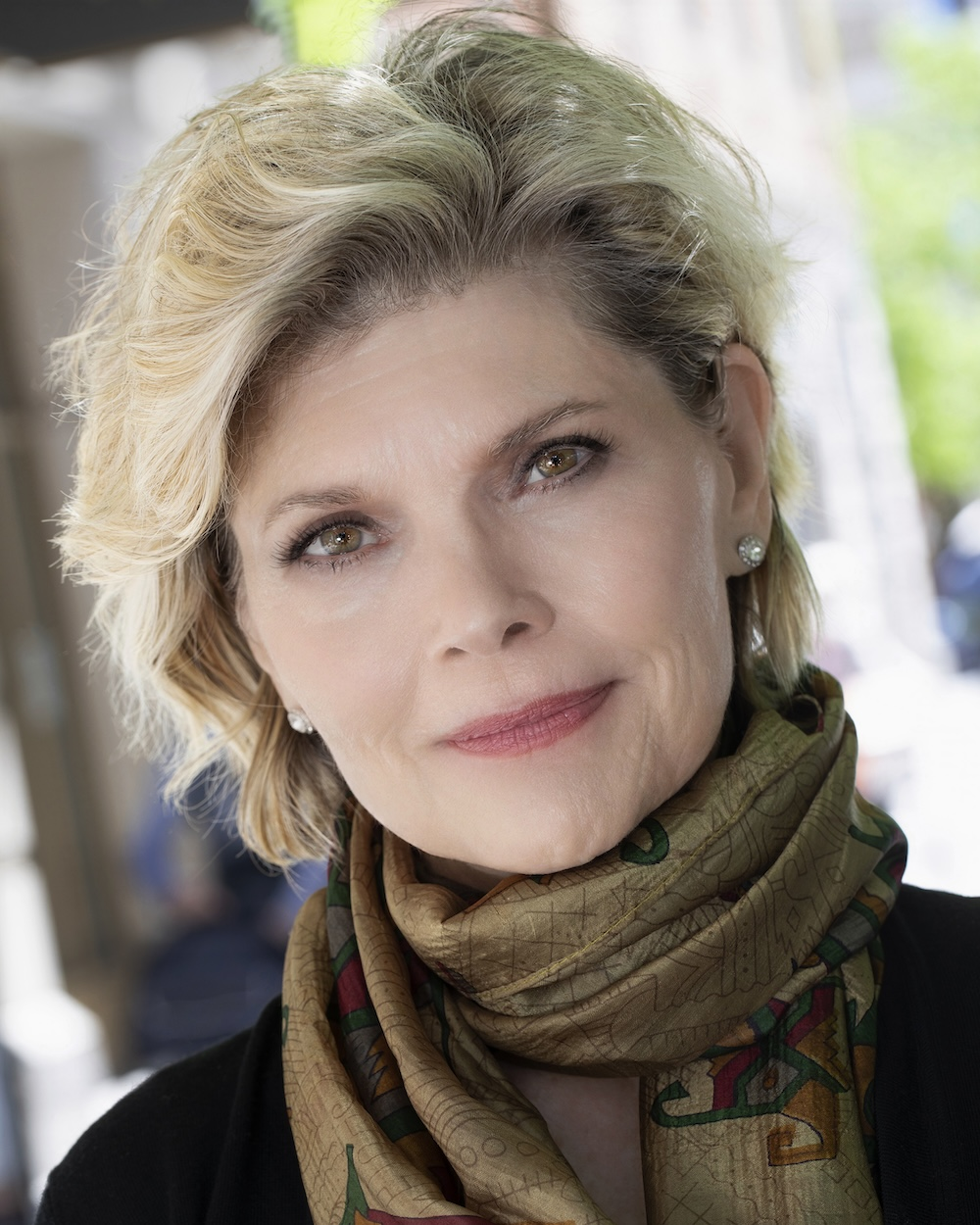
Debra Monk
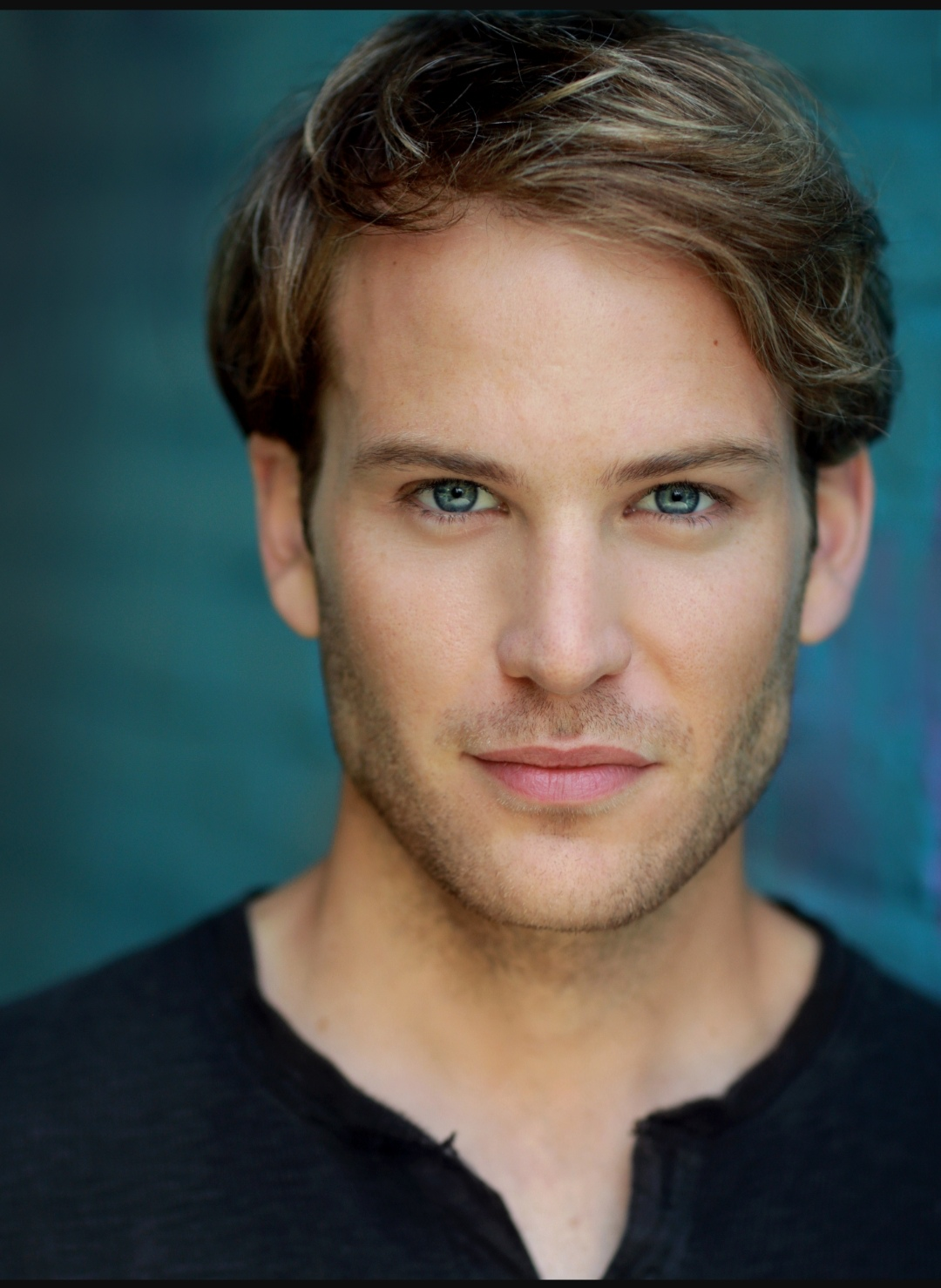
Ben Lamb

### Ricorrenti
- Dorothy Scott (stagione 1-in corso), interpretata da Audra McDonald, doppiata da Barbara De Bortoli.
Madre di Peggy.
- Sylvia Chamberlain (stagione 1), interpretata da Jeanne Tripplehorn, doppiata da Ilaria Latini.
Socialite esclusa dall'alta società a causa di azioni passate.
- Marion "Mamie" Fish (stagione 1-in corso), interpretata da Ashlie Atkinson, doppiata da Antonella Baldini.
Socialite americana e sedicente "creatrice di divertimenti".
- John Adams (stagioni 1-3), interpretato da Claybourne Elder, doppiato Flavio Aquilone.
Amante di Oscar van Rhijn.
- Anne Morris (stagione 1), interpretata da Katie Finneran, doppiata da Sabrina Duranti.
Moglie di Patrick determinata a tenere i nuovi ricchi fuori dal circolo.
- Caroline "Carrie" Astor (stagione 1-in corso), interpretata da Amy Forsyth, doppiata da Francesca Rinaldi.
Affascinante figlia di Mrs. Astor.
- Flora McNeil (stagioni 1-2), interpretata da Rebecca Haden, doppiata da Francesca Manicone.
Moglie di Robert di umili origini.
- Stanford White (stagione 1), interpretato da John Sanders, doppiato da Sergio Lucchetti.
Architetto.
- Patrick Morris (stagione 1), interpretato da Michel Gill, doppiato da Fabrizio Pucci.
Marito di Anne e uno dei consiglieri comunali di New York.
- Clara Barton (stagione 1), interpretata da Linda Emond.
Infermiera e fondatrice della Croce Rossa Americana.
- Charles Fane (stagioni 1-3), interpretato da Ward Horton, doppiato da Daniele Di Matteo.
Marito di Aurora e uno dei consiglieri comunali di New York.
- Ward McAllister (stagione 1-in corso), interpretato da Nathan Lane, doppiato da Teo Bellia.
Ultimo arbitro di regole sociali e stile della vecchia New York.
- Luke Forte (stagione 2), interpretato da Robert Sean Leonard, doppiato da Francesco Pezzulli.
Nuovo pastore della chiesa di San Thomas originario di Boston.
- Robert McNeil (stagione 2), interpretato da Christopher Denham.
Banchiere e marito di Flora.
- Dashiell Montgomery (stagione 2), interpretato da David Furr, doppiato da Riccardo Scarafoni.
Nipote del defunto marito di Agnes e cugino di Aurora.
- Frances Montgomery (stagione 2), interpretata da Matilda Lawler.
Giovane figlia di Dashiell.
- Signor Gilbert (stagione 2), interpretato da Jeremy Shamos, doppiato da Leonardo Graziano.
Incaricato di raccogliere il denaro per il teatro Metropolitan.
- Susan Blane (stagione 2), interpretata da Laura Benanti.
Vedova che assume Larry per ristrutturare il suo cottage a Newport.
- Maud Beaton / Dolly Trent (stagioni 2-3), interpretata da Nicole Brydon Bloom, doppiata da Martina Felli.
Socialite che Oscar riconosce come l'ereditiera perfetta da sposare per il proprio tornaconto.
- Joshua Winterton (stagione 2), interpretato da Dakin Matthews, doppiato da Bruno Alessandro.
Ricco vedovo recentemente sposato con una giovane moglie.
- Signor Henderson (stagione 2), interpretato da Darren Goldstein, doppiato da Alessio Cigliano.
Capo di un sindacato che chiede a George Russell maggiore benessere per i lavoratori delle sue fabbriche.
- Signorina Andre (stagioni 2-3), interpretata da Rachel Pickup, doppiata da Angela Brusa (stagione 2).
Nuova cameriera personale di Bertha.
- J. P. Morgan (stagione 3), interpretato da Bill Camp.
Banchiere e finanziere.
- Dott. William Kirkland (stagione 3), interpretato da Jordan Donica, doppiato da Dimitri Winter.
Figlio minore di Elizabeth e Frederick, una famiglia di spicco della élite di Newport. Laureato in medicina alla Howard University, viene chiamato da Arthur per curare Peggy dalla polmonite.
- Charlotte Astor Drayton (stagione 3), interpretata da Hannah Shealy.
Sorella di Caroline sposata con James Coleman Drayton.
- Elizabeth Kirkland (stagione 3), interpretata da Phylicia Rashad, doppiata da Anna Rita Pasanisi.
Moglie di Frederick e madre di William.
- Athena Trumbo (stagione 3), interpretata da Jessica Frances Dukes.
Cugina di Peggy, residente a Newport.
- Lady Sarah Vere (stagione 3), interpretata da Hattie Morahan, doppiata da Emanuela Baroni.
Sorella del duca di Buckingham che risiede al castello di Sidmouth.

### Guest star
- Oscar Wilde (stagione 2), interpretato da Jordan Waller, doppiato da Lorenzo De Angelis.
Drammaturgo in viaggio negli Stati Uniti.
- Booker T. Washington (stagione 2), interpretato da Michael Braugher, doppiato da Simone Crisari.
Primo presidente del Tuskegee Normal and Industrial Institute in Alabama.
- Emily Warren Roebling (stagione 2), interpretata da Liz Wisan, doppiata da Daniela Calò.
Ingegnere che ha proseguito i lavori per la realizzazione del ponte di Brooklyn dopo la malattia del marito.
- Sarah J. Garnet (stagione 2), interpretata da Melanie Nicholls-King.
Influente dirigente scolastica afroamericana nel sistema scolastico pubblico di New York.
- Billy Carlton (stagioni 2-3), interpretato da Matt Walker, doppiato da Federico Campaiola.
Interesse amoroso di Gladys.
- Joan Carlton (stagione 3), interpretata da Victoria Clark, doppiata da Paola Majano.
Madre di Billy.
- John Singer Sargent (stagione 3), interpretato da Bobby Steggert, doppiato da Alessandro Campaiola.
Ritrattista voluto da Bertha per immortalare Gladys.
- Frederick Kirkland (stagione 3), interpretato da Brian Stokes Mitchell.
Pastore e guida di una chiesa nella comunità di Newport, marito di Elizabeth e padre di William.
- Franklin Delancey (stagione 3), interpretato da Andrew Garman, doppiato da Alessandro Quarta.
Banchiere e spedizioniere, la cui figlia Martha prova interesse verso il duca di Buckingham, danneggiando i piani di Bertha.
- Madame Dashkova (stagione 3), interpretata da Andrea Martin.
Medium che afferma di essere in grado di comunicare con i defunti, consultata da Ada per rivolgersi a Luke.
- Monica O'Brien (stagione 3), interpretata da Merritt Wever, doppiata da Emanuela D'Amico.
Sorella di Bertha che vive ad Albany.
- Frances Ellen Watkins Harper (stagione 3), interpretata da LisaGay Hamilton.
Sostenitrice del suffragio femminile che viene intervistata da Peggy a Philadelphia.
- Ernestine Brown (stagione 3), interpretata da Leslie Uggams.
Amica di Elizabeth Kirkland.
- Signora Foster (stagione 3), interpretata da Marceline Hugot.
Membro della New York Heritage Society che offre un posto da vicepresidente ad Agnes.
- Dott. Logan (stagione 3), interpretato da Dylan Baker, doppiato da Mauro Gravina.
Medico dei Russell.

## Produzione

### Sviluppo
Nel settembre 2012, The Daily Telegraph riportò che Julian Fellowes stava lavorando su uno spin-off prequel di Downton Abbey. Inizialmente concepito come libro, in seguito è stato ordinato da ITV. All’epoca, Fellowes pianificò di focalizzare la serie sulla storia romantica di Lord Grantham e Cora e l’eventuale matrimonio come conte e contessa di Grantham.
L’ultima conferma che la serie sarebbe stata prodotta fu comunicato da NBC nel gennaio 2018. Originariamente consisteva in dieci episodi da trasmettere nel 2019. Riguardo alla serie, Fellowes ha dichiarato: "Sceneggiare The Gilded Age è la realizzazione di un sogno personale, sono stato affascinato da questo periodo della storia americana per molti anni e ora NBC mi ha dato l’opportunità per portarlo ad un pubblico moderno. Non potrei essere più emozionato ed entusiasta. La verità è che l’America è un paese meraviglioso con una storia ricca e varia, e nulla potrebbe darmi più soddisfazione che essere la persona che porta questa avvincente storia sullo schermo."
Nel maggio 2019 la serie è stata spostata da NBC a HBO, con una stagione ordinata.
Il 14 febbraio 2022 HBO ha rinnovato la serie per una seconda stagione. Il 21 dicembre 2023 la serie è stata rinnovata per una terza stagione. Il 28 luglio 2025 è stata rinnovata per una quarta stagione.

### Casting
Nel settembre 2019 la produzione annuncia un cast iniziale consistente di Christine Baranski, Cynthia Nixon, Amanda Peet e Morgan Spector. Nel novembre 2019 si sono uniti alla serie anche Denée Benton, Louisa Jacobson, Taissa Farmiga, Blake Ritson e Simon Jones. Nel gennaio 2020 Harry Richardson, Thomas Cocquerel e Jack Gilpin sono entrati nel cast principale, con Jeanne Tripplehorn in un ruolo ricorrente. In aprile Carrie Coon è entrata nel cast per sostituire Peet a causa di ritardi provocati dalla pandemia di COVID-19.
Nel giugno 2024 sono stati annunciati nel cast della terza stagione: Phylicia Rashad, Brian Stokes Mitchell, Jordan Donica e Victoria Clark. Nell'agosto seguente Bill Camp, Merritt Wever, Leslie Uggams, LisaGay Hamilton, Paul Alexander Nolan, Hattie Morahan, Andrea Martin e Jessica Frances Dukes sono entrati nel cast della terza stagione. Nel novembre dello stesso anno, Dylan Baker, Kate Baldwin, Michael Cumpsty, John Ellison Conlee, Bobby Steggert e Hannah Shealy sono stati ingaggiati nel cast ricorrente della terza stagione.

### Riprese

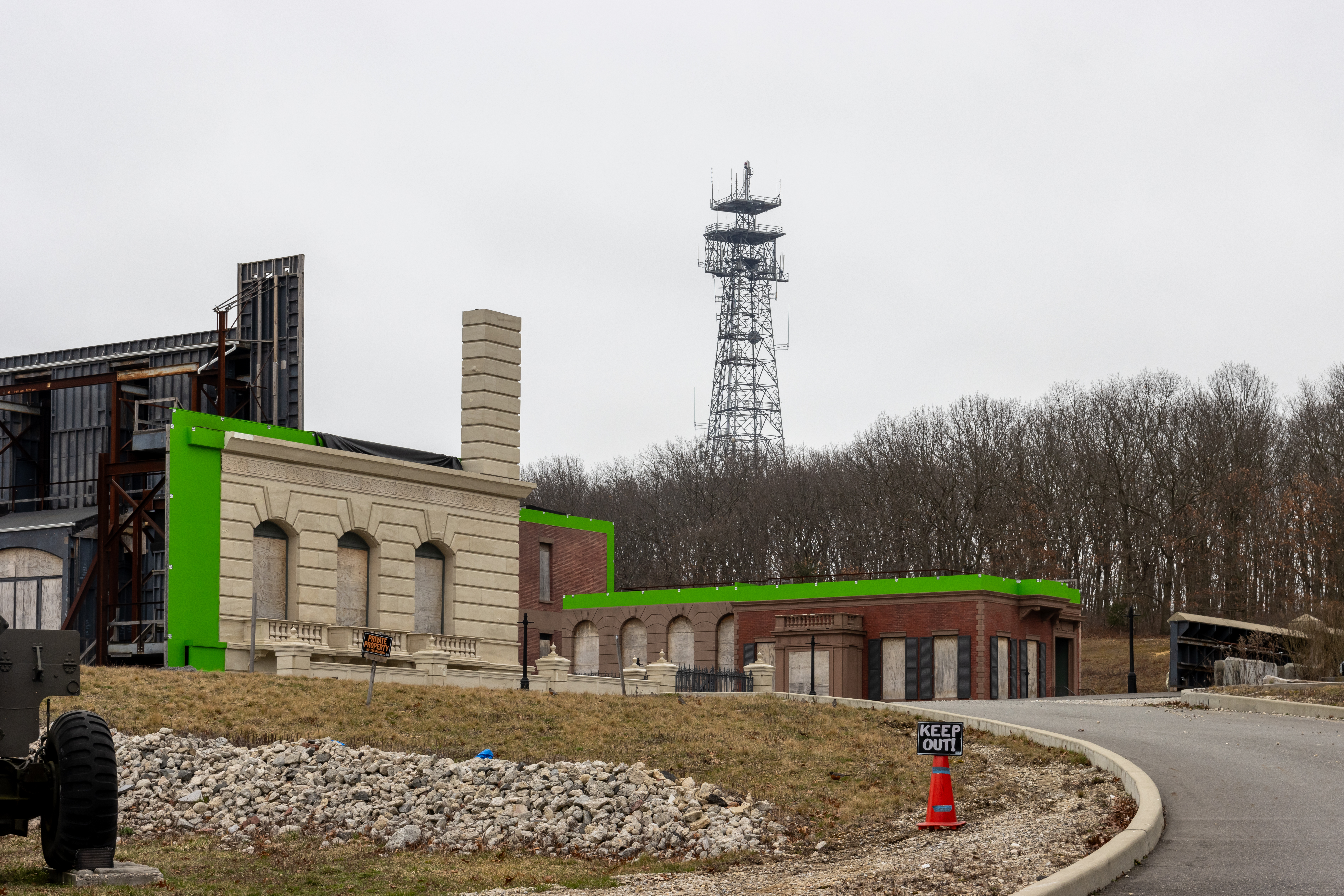
Il backlot a Bethpage, Long Island

A seguito del trasferimento su HBO, le riprese della serie erano previste per iniziare nel marzo 2020, prima che la pandemia di COVID-19 rinviasse la produzione.
La lavorazione della prima stagione della serie iniziò a Newport, Rhode Island nel febbraio 2021, nei palazzi Chateau-sur-Mer, The Elms e The Breakers. Nell'aprile 2021 le riprese proseguirono al The Lyndhurst Estate a Tarrytown, NY e al Hudson River Museum a Yonkers, NY. Nel maggio dello stesso anno, alcune scene furono girate a Troy nel suo Central Troy Historic District dove diversi isolati sono stati trasformati per assomigliare ad una strada dell’età vittoriana.
Le riprese della seconda stagione sono iniziate nell'agosto 2022 in vari luoghi di White Plains, incluso il Reid Hall del Manhattanville College, Albany, Cohoes, Troy, Long Island e Filadelfia. Le scene ambientate nella tenuta di Susan Blane sono state girate nel palazzo di Kingscote a Newport. Il backlot è vicino a Old Bethpage, Long Island.
La riprese della terza stagione sono iniziate a luglio 2024 a New York, per poi proseguire a Newport a novembre e Westchester nel dicembre seguente.

### Costumi
I costumi della serie sono stati realizzati da Kasia Walicka-Maimone. Nel creare il vestiario per i personaggi, lei e il suo team di circa 65 persone hanno svolto ricerche approfondite sulle tendenze e gli stili dell'epoca, prendendo ispirazione per alcuni aspetti attraverso fotografie, dipinti, riviste e letteratura. Sulle differenze tra i nuovi e i vecchi ricchi, la costumista ha affermato: «descriverei il vecchio denaro come la presenza senza sforzo di regole molto consolidate». «I nuovi ricchi stanno cercando di essere le versioni migliori di quella società, e per questo diventano forse più audaci, e poi hanno più coraggio e più mezzi per provare la novità più recente, ciò che venne dall'Europa, che fu solo una boccata d'aria fresca.» Una delle più grandi innovazioni della moda di fine ottocento fu l'avvento delle tinture artificiali nell'abbigliamento, portando a nuove combinazioni di colori. Walicka-Maimone si è concentrata sul dare a ogni personaggio una tavolozza di colori specifica che corrispondesse al loro ambiente e al loro ruolo nella storia.

## Distribuzione
Negli Stati Uniti la serie è trasmessa dal 24 gennaio 2022 su HBO e nel Regno Unito su Sky Atlantic dal giorno seguente.
In Italia la serie va in onda su Sky Serie dal 21 marzo 2022.
La seconda stagione è stata trasmessa dal 29 ottobre 2023 su HBO mentre in Italia dal giorno seguente su Sky Serie.
La terza stagione è trasmessa dal 22 giugno 2025 e dal giorno seguente in Italia.

### Edizione italiana
La direzione del doppiaggio è a cura di Stefano Santerini su dialoghi di Emanuela Amato, Linda Barani e Roberta Bacciocchi, per conto di CD Cine Dubbing.

## Accoglienza

### Critica
La prima stagione ha ricevuto recensioni positive dalla critica. Rotten Tomatoes riporta il 79% delle recensioni professionali positive, con un voto medio di 6,80 su 10 basato su 76 critiche. Il consenso critico del sito web indica: «Il marchio di Julian Fellowes di intrighi di padroni e servitù compie un passaggio d'oltreoceano ininterrotto in The Gilded Age, con un cast notevole che rende il duro lavoro dei ricchi coinvolgente da guardare.» Metacritic, invece, ha assegnato un punteggio di 68 su 100 basato su 38 recensioni, indicando "recensioni generalmente favorevoli".
La seconda stagione ha ricevuto recensioni positive dalla critica. Rotten Tomatoes riporta il 94% delle recensioni professionali positive, con un voto medio di 7,30 su 10 basato su 31 critiche. Il consenso critico del sito web indica: «Più attuale di prima ma possedendo anche il suo fascino frivolo con impudente magnificenza, la soap lirica di Julian Fellowes entra nella sua epoca d'oro.» Metacritic, invece, ha assegnato un punteggio di 74 su 100 basato su 20 recensioni, indicando "recensioni generalmente favorevoli".
La terza stagione ha ricevuto recensioni positive dalla critica. Rotten Tomatoes riporta il 94% delle recensioni professionali positive basato su 32 critiche. Il consenso critico del sito web indica: «Fornendo al suo brillante cast alcuni dei loro materiali più intriganti di sempre, l'ironia di The Gilded Age è ancora solida, ma si ritrova con diverse novità da raccontare.» Metacritic, invece, ha assegnato un punteggio di 73 su 100 basato su 17 recensioni, indicando "recensioni generalmente favorevoli".

## Riconoscimenti
- 2022 – Hollywood Critics Association TV Award[45]
  - Candidatura alla miglior serie drammatica di una rete via cavo
  - Candidatura alla miglior sceneggiatura di una serie drammatica di una rete via cavo o nazionale a Julian Fellowes per l'episodio Conseguenze
- 2022 – Primetime Creative Arts Emmy Award[46]
  - Miglior scenografia per una serie in costume o fantasy (un’ora o più) a Bob Shaw, Larry Brown, Laura Ballinger Gardner e Regina Graves per l'episodio Il nuovo, mai
- 2022 – Set Decorators Society of America Award[47]
  - Candidatura alla miglior scenografia di una serie in costume di un'ora a Regina Graves e Bob Shaw
- 2023 – Satellite Award[48]
  - Candidatura alla miglior attrice in serie televisiva drammatica a Carrie Coon
  - Candidatura alla migliore attrice non protagonista in una serie, mini-serie o film per la televisione a Cynthia Nixon
- 2023 – Art Directors Guild Award[49]
  - Candidatura alla miglior scenografia per una serie in costume a Bob Shaw per l'episodio Il nuovo, mai
- 2023 – Costume Designers Guild Award[50]
  - Candidatura ai migliori costumi in una serie in costume a Kasia Walicka-Maimone per l'episodio Che il torneo abbia inizio
- 2024 – Art Directors Guild Award[51]
  - Candidatura alla miglior scenografia per una serie in costume a Bob Shaw per gli episodi Sua grazia il duca, Così vicina da poterla toccare, Spari di avvertimento
- 2024 – Costume Designers Guild Award[52]
  - Candidatura ai migliori costumi in una serie in costume a Kasia Walicka-Maimone e Patrick Wiley per l'episodio A te neppure piace l'opera
- 2024 – Screen Actors Guild Award[53]
  - Candidatura al miglior cast in una serie drammatica
- 2024 – Make-Up Artists and Hair Stylists Guild Award[54]
  - Candidatura alla miglior acconciatura in una serie in costume a Sean Flanigan, Christine Fennell-Harlan, Jonathan Sharpless, Aaron Kinchen
- 2024 – Astra TV Awards[55][56]
  - Miglior attrice non protagonista in una serie drammatica di una rete televisiva o via cavo a Christine Baranski
  - Candidatura alla miglior serie drammatica via cavo
  - Candidatura al miglior attore in una serie drammatica di una rete televisiva o via cavo a Morgan Spector
  - Candidatura alla miglior attrice in una serie drammatica di una rete televisiva o via cavo a Carrie Coon
  - Candidatura al miglior attore non protagonista in una serie drammatica di una rete televisiva o via cavo a Nathan Lane
  - Candidatura alla miglior attrice non protagonista in una serie drammatica di una rete televisiva o via cavo a Audra McDonald
  - Candidatura alla miglior regia in una serie drammatica di una rete televisiva o via cavo a Michael Engler per l'episodio La resa dei conti
  - Candidatura alla miglior sceneggiatura in una serie drammatica di una rete televisiva o via cavo a Julian Fellowes per l'episodio La resa dei conti
- 2024 – Premio Emmy[57]
  - Candidatura alla miglior serie drammatica
  - Candidatura alla miglior attrice protagonista in una serie drammatica a Carrie Coon
  - Candidatura alla miglior attrice non protagonista in una serie drammatica a Christine Baranski
  - Candidatura alla miglior scenografia per una serie in costume o fantasy (un'ora o più) per l'episodio Così vicina da poterla toccare
  - Candidatura ai miglior costumi per una serie in costume per l'episodio A te neppure piace l'opera
  - Candidatura alla miglior acconciatura per una serie in costume per l'episodio A te neppure piace l'opera
- 2025 – Satellite Award[58]
  - Candidatura alla miglior attrice in una serie drammatica a Carrie Coon